# Vivo
A Vivo é a marca comercial da Telefônica Brasil. É uma concessionária de telefonia fixa (herdeira da infraestrutura da TELESP e posteriormente da GVT), telefonia móvel (herdeira da infraestrutura da Telesp Celular e diversas outras operadoras de celular estatais do país), internet banda larga e TV por assinatura do Brasil. 
Foi formada inicialmente pela fusão de companhias de celular (anteriormente estatais) existentes no Brasil, fundada como uma parceria entre Portugal Telecom e a espanhola Telefónica, sendo comandada por esta última após ter comprado a posição da primeira em julho de 2010.
Utiliza as tecnologias GSM/GPRS/EDGE (2G), WCDMA/HSPA/HSPA+ (3G), LTE (4G) e NR (5G) nos celulares. Até o ano de 2007 utilizou a rede AMPS concomitantemente com suas redes TDMA e CDMA (utilizando a tecnologia 2G), até ser desativada para liberar espectro magnético no objetivo de implantar a rede GSM. A rede CDMA foi desligada no ano de 2012. É a operadora de telefonia móvel com maior quota de mercado. Desde abril de 2012 todas as companhias da Telefónica no Brasil passaram a utilizar apenas a marca Vivo, sendo a única marca comercial da empresa no país tanto em telefonia móvel quanto em telefonia fixa, banda larga e TV por assinatura.
Atualmente no Brasil, a empresa conta com 1.700 lojas físicas. Em setembro de 2021, a empresa lançou sua primeira loja conceito "Wall Store" em São Paulo. O diferencial é a possibilidade de os clientes experimentarem os diversos produtos e uma entrega ultrarrápida, estimada em no máximo 4 horas.

## História

### Formação
Na privatização do Sistema Telebrás, em 1998, um consórcio liderado pelo grupo Telefónica, de origem espanhola, adquiriu a Telesp, companhia estatal que operava serviços de telefonia fixa no estado de São Paulo. O valor pago pela aquisição foi de R$ 5,78 bilhões, um ágio de 64% sobre o preço mínimo estipulado. Com a compra da Telesp, a Telefónica adquiriu indiretamente a CTBC, empresa controlada pela Telesp, que operava no ABC paulista.
No mesmo leilão, a Telefónica adquiriu o controle da Tele Sudeste Celular (RJ/ES) por R$ 1,168 bilhão e a Tele Leste Celular (BA/SE) por R$ 368 milhões.
A Telesp Celular, no entanto, ficou sob controle da Portugal Telecom por R$ 3,59 bilhões (com uma participação minoritária da Telefónica).
Posteriormente, em 1999, a Telefónica adquiriu a Ceterp, por R$ 208,8 milhões. Segundo a legislação vigente, uma companhia não poderia deter licenças de telefonia fixa e celular em uma mesma área de atuação. Desta forma, em 2000 a Ceterp Celular foi adquirida pela Telesp Celular, por valores não divulgados. Na época, estimava-se que os valores pagos pela aquisição ficassem entre R$ 120 milhões e R$ 150 milhões.
Em 2000, Telefónica e Portugal Telecom realizaram uma troca de ações da Telesp e Telesp Celular que ambas detinham e a Telefônica passou a ter controle total da Telesp e a Portugal Telecom, da Telesp Celular.
Em 2002, a Telesp Celular adquiriu o controle total da Global Telecom.
Em 2003, a Portugal Telecom, numa ação de joint-venture, uniu seus ativos de telefonia móvel com a Telefónica, e juntas criaram a Vivo. No mesmo ano, a Telesp conseguiu autorização para oferecer telefonia fixa fora de sua região de concessão.
Em 2005, ocorreu uma reestruturação societária que transformou a Telesp Celular Participações em Vivo Participações, que extinguiu e incorporou a Tele Leste, a Tele Sudeste, a Tele Centro Oeste Celular (adquirida em 2003) e CRT (adquirida em 1996), companhias sob controle da Telefónica. No ano seguinte, foi a vez da incorporação da Global Telecom.
Em 28 de julho de 2010, foi concluído o processo de venda dos 30% de participação da Portugal Telecom na Vivo para a Telefónica por cerca de R$ 17,2 bilhões, esta última se tornando a controladora da empresa com 60%. A empresa comprou ações ordinárias em circulação por meio de oferta pública de aquisição (OPA) por R$ 1,3 bilhão em março de 2011.
Em outubro de 2011, a Telesp incorporou a Vivo Participações e teve a sua razão social alterada de Telecomunicações de São Paulo S.A. (TELESP) para Telefônica Brasil S.A.. A subsidiária Vivo S.A. foi incorporada em junho de 2013. 
A Vivo atuou como empresa no mercado brasileiro de 13 de abril de 2003 a abril de 2012, quando passou a ser uma marca comercial da Telefônica Brasil, oferecendo telefonia fixa e móvel, banda larga e TV por assinatura.
Teve origem na junção das seguintes operadoras de celular:
Banda A:
- Áreas 1 e 2 - Telesp Celular Participações S/A (que operava como Telesp Celular em São Paulo)
- Área 3 -Tele Sudeste Celular Participações S/A (que operava como Telefônica Celular no Rio de Janeiro e Espírito Santo)
- Área 6 - Celular CRT Participações S/A (que também operava como Telefônica Celular no Rio Grande do Sul)
- Área 7 - Tele Centro-Oeste Celular Participações S/A (que operava como TCO no Acre, Distrito Federal, Goiás, Mato Grosso, Mato Grosso do Sul, Rondônia e Tocantins)
- Área 9 - Tele Leste Celular Participações S/A (que também operava como Telefônica Celular na Bahia e Sergipe)

Banda B:
- Área 5 - Global Telecom S/A (que operava como Global Telecom no Paraná e Santa Catarina)
- Área 8 - Norte Brasil Telecom S/A (que operava como NBT no Pará, Amazonas, Amapá, Maranhão e Roraima)

Licenças adquiridas posteriormente:
Banda A:
- Área 4 - Telemig Celular Participações S/A (que operava como Telemig Celular em Minas Gerais)

Banda E:
- Área 10 - Vivo S/A (já operando como Vivo em Alagoas, Pernambuco, Paraíba, Rio Grande do Norte, Ceará e Piauí)

Teve origem na junção das seguintes operadoras de telefonia fixa:
- TELESP - Telecomunicações de São Paulo (1973-1998)
  - CTBC-Borda do Campo - Companhia Telefônica da Borda do Campo (1972-1998) - subsidiária da TELESP desde 1973
- CETERP - Centrais Telefônicas de Ribeirão Preto (1973-1998) - pertencia a Prefeitura Municipal de Ribeirão Preto

### Compra da Telemig Participações
Em 3 de agosto de 2007, a Vivo anunciou a compra da Telemig Celular, que também era proprietária da Amazônia Celular, por R$ 1,213 bilhão de reais, incorporando 4,8 milhões de clientes. Dois meses após, a Anatel (Agência Nacional de Telecomunicações) aprovou a compra. Posteriormente, a Vivo vendeu a Amazônia Celular para a Oi por R$ 120 milhões. Com isso, em 15 de abril de 2008, a Telemig Celular deixou de existir e passou a se chamar Vivo.

### Unificação da Telefônica
Em 1999, a Telesp passou a ofertar conexão banda larga à Internet através de linhas telefônicas com tecnologia ADSL.
Em 2006, a Telesp comprou parte do capital da TVA do grupo Abril, uma das principais operadoras de TV por assinatura do país, além de formar uma parceria estratégica.Em agosto de 2007, começou a operar a TV por assinatura via satélite por meio da Telefônica TV Digital.
Em 2008, a Telesp passou a oferecer conexão de internet para clientes residenciais através do cabeamento de fibra ótica até o usuário final, tecnologia conhecida como FTTH (Fiber to the Home).
Todos os serviços prestados pela Telefônica Brasil foram mudados para a marca Vivo no dia 15 de abril de 2012. Com isto a empresa espanhola investiu na unificação R$ 120 milhões. Serão trocados 200 mil orelhões em locais estratégicos na região aonde a marca Telefônica era atuante, tornando a Vivo marca única da Telefônica Brasil.

### Compra da GVT
Em 25 de março de 2015 foi aprovada a compra da GVT pela espanhola Telefónica, por US$ 9,3 bilhões. Com isso, em 15 de abril de 2016, a GVT deixou de existir e passou a se chamar Vivo.

### Novo Mercado
No dia 23 de novembro de 2020, foi concluído o processo de conversão das ações preferenciais (negociadas com o ticker VIVT4) em ações ordinárias (VIVT3), garantindo a ampliação dos direitos aos acionistas, em linha com o segmento Novo Mercado.

### Compra da Oi
Em 14 de dezembro de 2020, em um consórcio com a Claro e a TIM, comprou os ativos móveis da Oi, e ficou com a fatia maior do mercado, saltando de 32% para 37%.

### Migração do regime de concessão
Em junho de 2024, a Anatel aprovou a migração do regime de concessão de telefonia fixa da Vivo para o regime de autorização. No acordo firmado, a operadora se comprometeu a realizar investimentos de R$ 4,5 bilhões em novas redes de telecomunicações e de manter o serviço de telefonia fixa nas localidades onde não há qualquer outro serviço de telecomunicações até o ano de 2028. O acordo dependia de aprovação do TCU e da AGU. O processo de migração foi concluído em 11 de abril de 2025.

## Cobertura

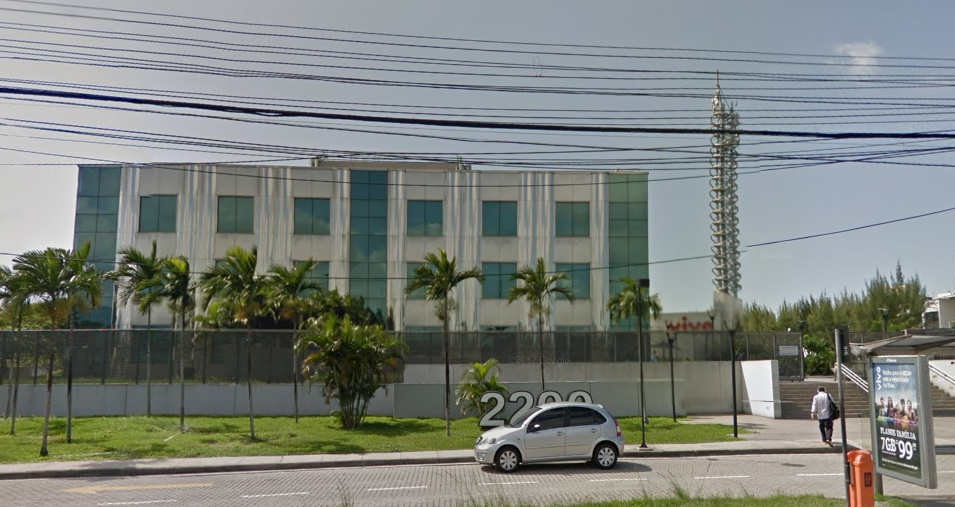
O prédio da Vivo na Avenida Ayrton Senna, no Rio de Janeiro

A Vivo está presente em todos os estados brasileiros com as tecnologias 2G, 3G, 4G, e 5G. Em 2013, a Vivo iniciou a implementação da rede 4G. Segundo estimativa da Anatel, a Vivo é responsável por mais de 30% do mercado de celulares no país. Somada a área de cobertura da operadora, 95% do território brasileiro é atendido pela Vivo. Em janeiro de 2012, a operadora chega a 3.702 cidades do país, incluindo capitais. A Vivo tem a maior comunidade em número de clientes, conforme relatório de participação de mercado da ANATEL de 2012. Com a ampliação, a cobertura da Vivo atinge 94 municípios e detém 39% do mercado de 4G no país, ou 973 mil clientes, segundo dados da Agência Nacional de Telecomunicações (Anatel) divulgados pela companhia.
A cobertura 4G da Vivo já se estende por 2.622 cidades, onde vivem 84,7% da população urbana brasileira (Fonte: Teleco). A operadora atingiu a marca no dia 27/10/2017, quando também conseguiu cobrir 100% da área urbana do Espírito Santo, primeiro estado a ter 4G na totalidade de seus municípios. A operadora mantém-se na liderança do segmento de internet móvel com o 4G, acumulando 33,9% de market share (dados de agosto da Anatel).

## Tecnologia

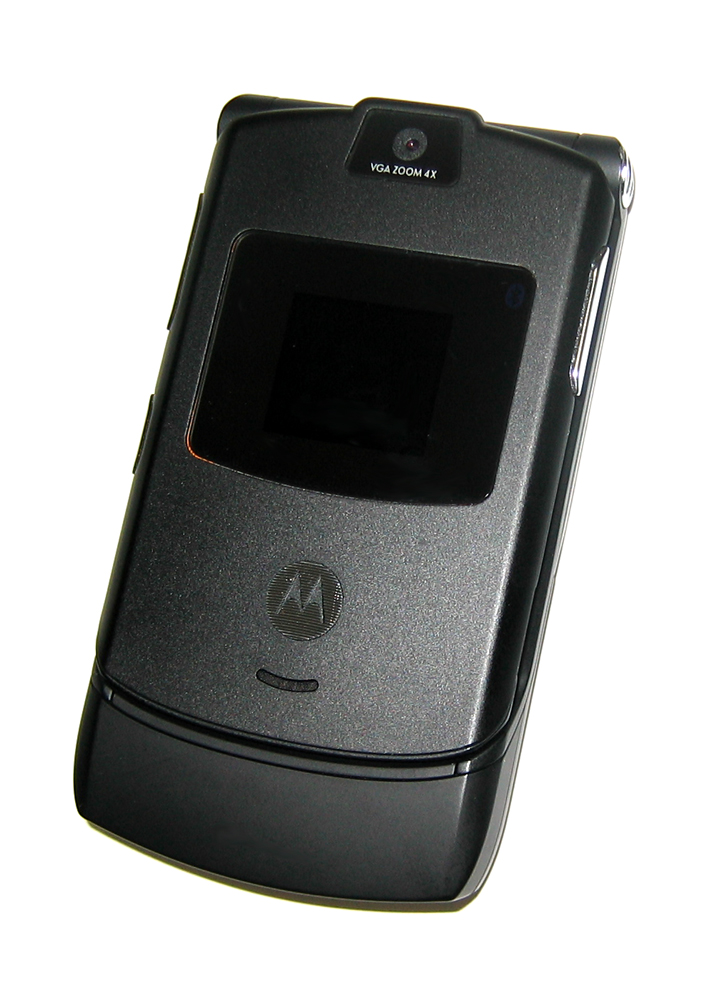
Motorola V3c.

Antes da unificação, algumas operadoras usavam a tecnologia CDMA e em 2007 adotou a tecnologia GSM que já foi implantada em todos os estados mais o DF e se tornando, assim, a única operadora que opera CDMA, TDMA e GSM no Brasil. Por ter um custo de manutenção mais caro, a tecnologia CDMA fica em segundo lugar na preferência dos clientes devido ao crescimento do GSM no Brasil, que gradualmente vem se tornando a tecnologia mais utilizada pelos brasileiros. Algumas áreas já contam com cobertura CDMA2000 (1xRTT), duas vezes mais veloz que a tecnologia GPRS dos celulares GSM.
A Vivo começou em julho de 2005 a comercializar aparelhos 3G, utilizando a tecnologia CDMA 1x EV-DO. Esta é primeira implementação da terceira geração no Brasil. A cobertura EVDO está presente nos seguintes estados: Bahia (Salvador, Camaçari e Una), Distrito Federal (Brasília), Espírito Santo (Vitória), Paraná (Curitiba, São José dos Pinhais e Araucária), Rio de Janeiro (Rio de Janeiro, Niterói, Campos dos Goytacazes, Macaé, Rio das Ostras e Armação dos Búzios), Rio Grande do Sul (Porto Alegre), Santa Catarina (Florianópolis), São Paulo (São Paulo, Campinas, São Bernardo do Campo, Osasco, São José dos Campos, Barueri, São Caetano do Sul, Campos do Jordão, Sertãozinho, Ribeirão Preto e Franca). A expansão foi descontinuada junto da rede 1x RTT.
A adoção da tecnologia CDMA também causou a impossibilidade de roaming digital para os clientes CDMA da Vivo em Minas Gerais (cobertura CDMA disponível apenas na região coberta pela Algar Telecom) e nos estados do Nordeste (exceto Bahia, Maranhão e Sergipe). Outro grande problema são os altos índices de clonagem, uma vez que a Vivo opera conjuntamente a tecnologia analógica AMPS e CDMA, o que não acontece na tecnologia GSM. Porém, a tecnologia AMPS está em processo de desligamento, por determinação da ANATEL (Agencia nacional de Telecomunicações), no qual ela deverá ser totalmente desativada em todas as operadoras no futuro. A previsão da Vivo é de que pare de operar com CDMA em 30 de junho de 2012. O espectro remanescente do AMPS, será utilizada como extensão de frequência na tecnologia WCDMA, e utilizada para expandir a capacidade da sua rede 2.5G baseada em GSM/CDMA.

### GSM (2G)

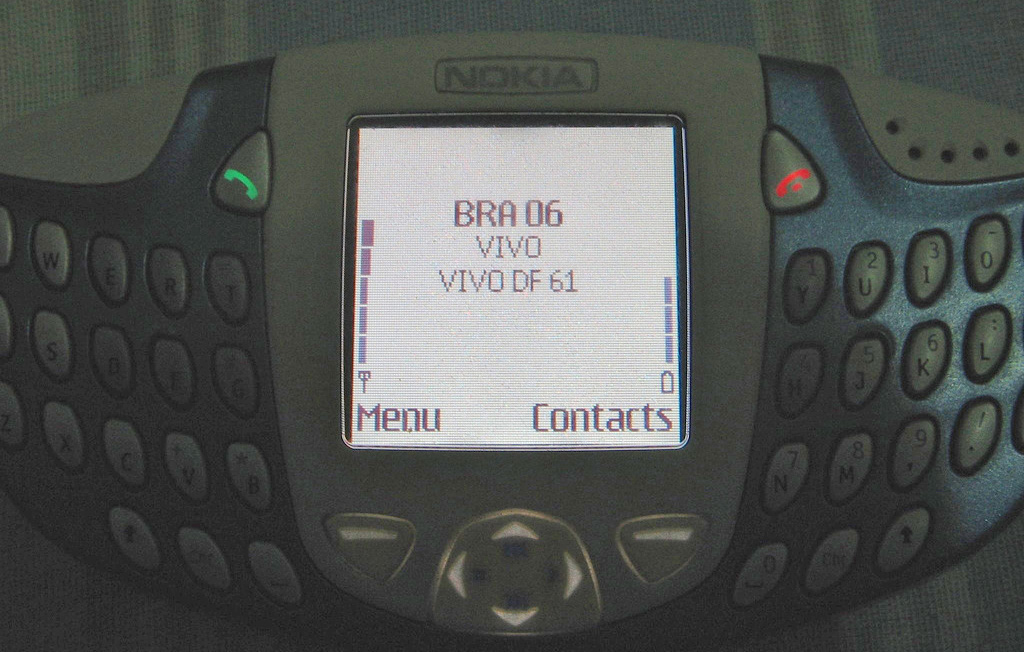
Nokia 3300 (GSM) utilizando o Vivo Chip no Distrito Federal.

A cobertura GSM da Vivo, no padrão EDGE, já está disponível em todo o seu mercado de atuação, em 4.001 cidades brasileiras. e já ocorre a venda normal de celulares pré-pagos e pós-pagos. A frequência utilizada pela operadora é 850/1900 MHz, com exceção de Minas Gerais, onde a frequência utilizada, é de 900/1800 MHz. torna os aparelhos mais simples da Vivo – que são Dual-band– incompatíveis com as concorrentes, que operam a 900/1800 MHz.
A campanha publicitária não foi dividida entre GSM e CDMA, pois a empresa acredita que o consumidor busque funcionalidade e não tipo de tecnologia. A empresa investiu US$ 1,08 bilhão na implantação da rede, que inclui a instalação de 6.992 estações rádio-base. O equipamento foi fornecido pela Ericsson e Huawei. A Vivo também expressou interesse em oferecer o Vivo Play 3G para rede GSM, mas com velocidade inferior, devido às limitações da rede EDGE.

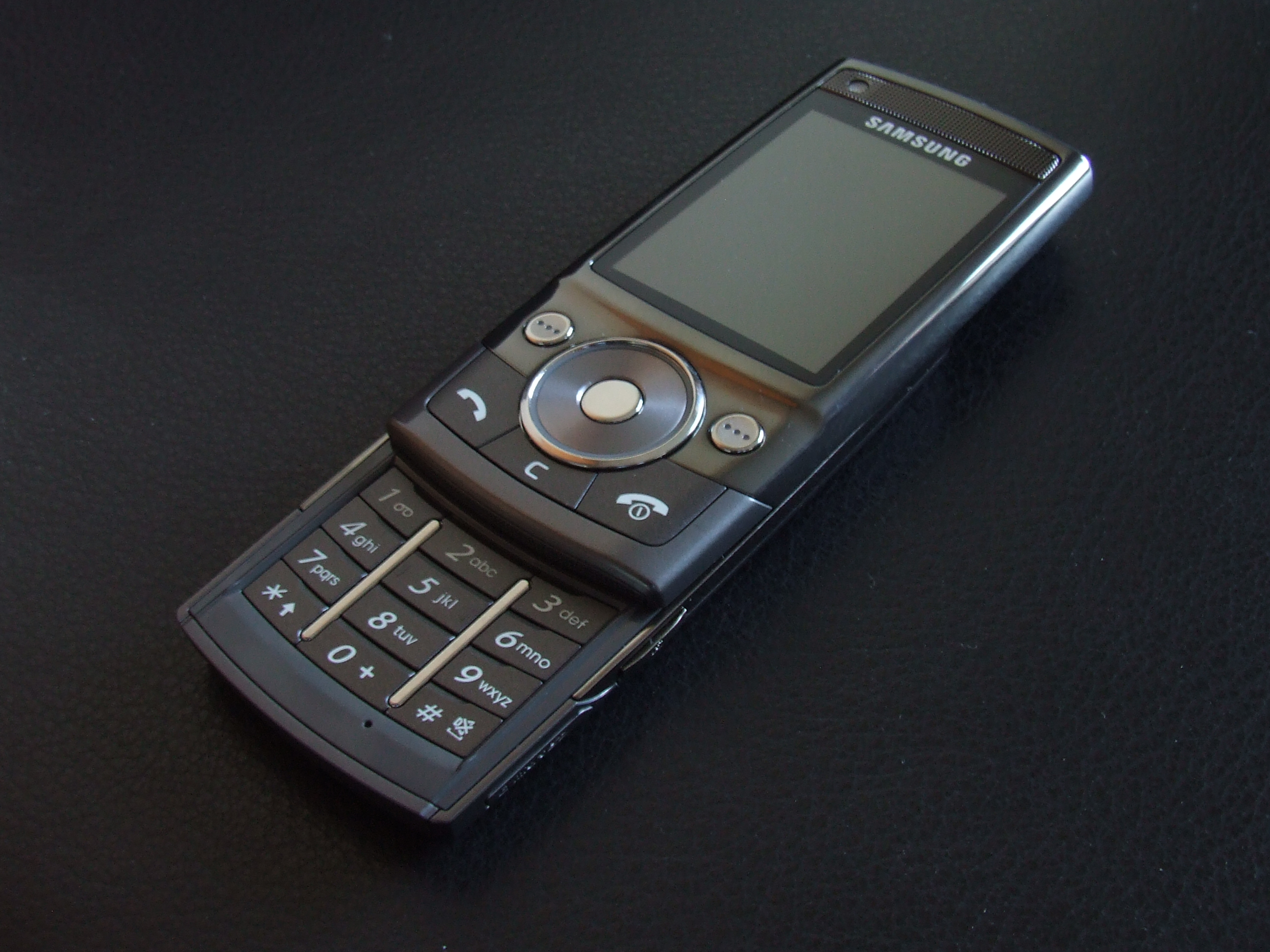
Samsung G600

### WCDMA (3G)
No dia 11 de setembro de 2008 a Vivo lançou oficialmente sua rede 3G WCDMA/HSPA, que está presente em 2.876 cidades, operando em 2.1 GHz, além de Belo Horizonte que também possui a rede 3G operando em 850/2100 MHz. Estão sendo disponibilizados os serviços de TV móvel, banda larga móvel e Vídeochamada. A lista de cidades atendidas está disponível no site oficial da empresa. A terceira geração de celulares (3G) é a mais recente tecnologia utilizada por algumas operadoras com o objetivo de evolução da rede GSM/EDGE. A taxa de transferência de dados pode chegar até 14,4 Mbps, mas inicialmente na Vivo essa taxa pode chegar apenas a 1 Mbps.
A rede 3G da Vivo é baseada na tecnologia HSUPA (High Speed Uplink Packet Access), que permite altas taxas de transferência tanto no upload quanto no download de arquivos.

### CDMA
CDMA (Code Division Multiple Access, ou Acesso Múltiplo por Divisão de Código) é um método de acesso a canais em sistemas de comunicação. No Brasil, a tecnologia CDMA começou a ser usada no início de 1998 pela Telebahia celular. Atualmente as únicas empresas que atuam neste padrão tecnológico são a Vivo e a Embratel, sendo que a segunda utiliza a rede CDMA especialmente para serviços de telefonia fixa, por ter absorvido a tecnologia da Vésper. Algumas das operadoras que se juntaram para criar a Vivo já operavam em tecnologia CDMA, o que foi decisivo para a escolha desta tecnologia para o restante das operadoras, que operavam usando TDMA. Apesar do CDMA ser teoricamente mais avançado do que o GSM, permitindo velocidades de transmissão de dados mais altas, o custo dos aparelhos, a assimetria da área de concessão e o alto custo de manutenção das linhas fez com que a maioria dos consumidores optassem pelo GSM, sendo que a Vivo só veio a entrar neste mercado ao final de 2006.
Hoje a Tecnologia CDMA, ficou legada ao uso de acesso a internet banda larga, utilizando os serviços Vivo ZAP, e Vivo Flash, além de uso em tecnologias WLL. Com esta tecnologia, a operadora foi a primeira do país a oferecer planos e pacotes de dados, na época que internet ainda era novidade no país, na época que a sua sucursal paulista, ainda era a TELESP, que seriam: Pacote de 2mb por 19,90 / 50mb por 85 R$ / 150mb por 150 R$ / 600mb por 300 R$ / E o ilimitado por 400 R$, no qual, estes pacotes já não são mais comercializados.
Em julho de 2009, conforme dados da ANATEL apenas 5,88% dos acessos eram na rede CDMA, contra quase 12% no mesmo período no ano de 2008. Havia expectativa de desativar a rede CDMA da Vivo em 30 de junho de 2012. Entretanto, a desativação foi adiada e ocorreu em etapas entre os meses de outubro e novembro do mesmo ano.

### CDMA 1XEVDO
A Vivo foi a primeira operadora de telefonia móvel a implementar o 3G no Brasil, com a tecnologia CDMA 1xEVDO (Evolution-Data Optimized - "Evolução de Dados Optimizados"). É uma tecnologia de terceira geração (3G), desenvolvida pela Qualcomm, a partir da evolução da tecnologia CDMA1xRTT de "segunda geração e meia" (2.5G), possibilitando transmissão de dados a até 2,4 Mbps. Esta tecnologia faz apenas a transmissão de dados, sendo que a voz continua sendo transportada pelo CDMA1xRTT, com isso além de liberar a tecnologia precedente para transportar livremente voz, ela permite transmitir uma alta capacidade de dados.
Hoje a Tecnologia CDMA para acesso à internet está em fase de desativação (phaseout), sendo utilizada por usuários que ainda não migraram para a tecnologia 3G WCDMA e também no serviço "Vivo Residencial", este de telefonia fixa que proporciona ao cliente levar consigo seu telefone fixo por toda a área de cobertura CDMA, tal qual um celular. Conforme notificação da Vivo a seus clientes, 100% da rede CDMA EV-DO foi desativada em 13 de novembro de 2009 para liberação do espectro para o WCDMA, no qual os clientes terão condições especiais para aquisição de equipamentos para a substituição.

## Slogans
- 2003-2006: Vivo é você em primeiro lugar.
- 2007-2009: Sinal de qualidade.
- 2009-2012: Conexão como nenhuma outra.
- 2012-2016: Conectados vivemos melhor.
- 2016-2020: Viva tudo
- 2020-2023: Viva o que aproxima
- 2023-2024: Viva no seu tempo
- 2024-presente: Viva tudo

## Resultados
| Ano  | Receita Líquida (R$ bilhões) | Lucro Líquido (R$ bilhões) | Ebitda (R$ bilhões) | ARPU (R$) |
| ---- | ---------------------------- | -------------------------- | ------------------- | --------- |
| 2012 | 33,931                       | 4,452                      | 12,705              | 22,6      |
| 2011 | 33,171                       | 5,072                      | 12,035              | 24,6      |

## Índices de qualidade
Em 2009 a Vivo foi considerada pelo IDA (Índice de Desempenho no Atendimento) da Anatel como a melhor operadora móvel em qualidade e atendimento aos clientes.
No ranking oficial de índice de reclamações da Anatel em 2008, considerando apenas operadoras de telefonia móvel, a Vivo ficou com desempenho melhor que TIM, Brasil Telecom, Oi, Claro, Telemig Celular (que foi comprada pela própria Vivo em 2008) e Algar Telecom (em ordem respectiva da pior para a melhor). E tendo desempenho pior que Amazônia Celular e Sercomtel. Esses dados de 2008 ainda consideram a Telemig Celular como empresa existente no mercado, mas esta já foi incorporada pela Vivo. E a Amazônia Celular foi incorporada pela Oi.
Em 2011, a Vivo foi considerada pela revista Você S.A. como a melhor empresa para se iniciar a carreira. Em 2016, a Vivo foi eleita a melhor e maior empresa do Brasil no ranking Melhores e Maiores Empresas da revista Exame.
Em março de 2025, possui no Reclame Aqui uma reputação classificada como "Não Recomendada", nota obtida a partir das reclamações dos usuários nos últimos seis meses.

## Controvérsias
A política da Vivo de bloquear os celulares para que efetuassem downloads apenas pelos serviços deles, restringindo troca de dados por Bluetooth, cabo USB ou WAP fez com que a Vivo fosse criticada por alguns usuários avançados à época em que a tecnologia CDMA era a única utilizada pela operadora. Tais usuários preferiam a liberdade do GSM. Recursos como tempo de gravação em vídeo também eram configurados pela operadora, muitas vezes abaixo da capacidade.
Posteriormente a Vivo passou a vender alguns aparelhos CDMA desbloqueados, como o Moto Q, o Motorola K1 e o Palm Treo 700wx. A Vivo, assim como outras operadoras de telefonia fixa e móvel, suscitaram polêmica ao lançar o seu serviço de internet banda larga móvel (no caso da Vivo trata-se do serviço Vivo-ZAP) com um termo de adesão que proíbe o uso de voz sobre IP (VoIP), contrariando entendimento da Anatel sobre o tema, que é o de que a prestadora do serviço de internet não pode proibir os usuários de utilizar qualquer tecnologia existente sobre a conexão.
A empresa foi acusada de formação de cartel, juntamente com Oi, Claro e TIM. O grupo teria poder o suficiente para fazer a Agência Nacional de Telecomunicações impedir que novos competidores entrem na concorrência. O empresário Roberto Mello declarou ao Ministério Público: “a Anatel está sendo pressionada por um cartel formado pelas quatro grandes operadoras, impedindo a entrada no mercado de um quinto competidor”.
Hoje a Vivo é alvo de inúmeras críticas e processos em relação a venda de planos por telemarketing, ao oferecer um plano diferente do negociado, resultando frequentemente em tarifas de proporções incabíveis, e negando em seguida o ressarcimento. A justiça entendeu como ato de má fé a prática, resultando em pagamento de inúmeras indenizações, por parte da ré.
Em dezembro de 2015, a associação Proteste entrou com ação civil pública na Justiça Federal contra Claro, NET, Vivo, GVT, Oi e TIM devido ao serviço de má qualidade oferecido por essas empresas na internet banda larga. A associação também pedia por transparência e descontos nas faturas dos clientes lesados. Em nota, a Proteste completou dizendo que "as empresas não cumprem nem 60% das metas fixadas pela Agência Nacional de Telecomunicações (Anatel) quanto à velocidade contratada e a efetivamente oferecida (...) Milhões de consumidores vêm sendo lesados há anos, ao pagar por um serviço em desacordo com as regras e que não oferece a qualidade esperado". Também chamou o serviço de banda larga no Brasil de "ineficiente" e "incapaz de garantir o desenvolvimento dos níveis de qualidade de prestação do serviço".

## Clientes
Segundo os números da ANATEL no ano de 2021, a Vivo continua na a liderança do mercado da telefonia móvel no Brasil com 33,4% do mercado. A Claro vem em seguida com 27,95% de participação, a terceira posição fica com a TIM (21,17%) e a Oi surge na sequência com 16,63% de market share.